# フィッシュストーリー
『フィッシュストーリー』は、伊坂幸太郎の短編小説集および、その表題作。本項では主にこの表題作および、それを原作とする同名の日本映画・戯曲について記述する。

## 短編集
収録作
- 『動物園のエンジン』（『小説新潮』2001年3月号）
- 『サクリファイス』（『別冊東北学』2004年8月号）
- 『フィッシュストーリー』（『小説新潮』2005年10月号）
- 『ポテチ』（書き下ろし）

このうち『サクリファイス』『ポテチ』には『重力ピエロ』などに登場する泥棒兼探偵の「黒澤」が登場する。
書誌情報
- 新潮社 2007年 ISBN 9784104596027
- 新潮文庫 2009年 ISBN 9784101250243（解説：佳多山大地）

## 小説
『フィッシュストーリー』は、伊坂幸太郎の同名の短編小説集『フィッシュストーリー』収録の短編小説。初出は『小説新潮』2005年10月号。

### あらすじ（小説）
二十年前
大学助手の「私」こと雅史は、愛読する小説『フィッシュストーリー』を元に作られた日本のロックバンドの曲があるという話を同僚から聞き、中古のLPレコードを手に入れる。曲をカセットテープにダビングし、自動車内で聞きながら峠道を走っていると、ある事件に遭遇する。
現在
システムエンジニアの「わたし」こと麻美は、小説『フィッシュストーリー』の愛読者である。所用で乗り込んだ飛行機内で隣同士になった「正義の味方」を名乗る男から、奇妙な身の上話を聞く。その直後、機内でハイジャック事件が発生する。
三十数年前
4人組のロックバンドのメンバー、「俺」こと繁樹は、小説『フィッシュストーリー』をもとにした新曲の歌詞をマネージャーの岡崎に見せる。4人は解散を控え、最後のレコーディングに臨もうとしていた。
十年後
新聞記者の「僕」は、麻美をインタビュー取材する。麻美は世界規模のコンピュータネットワーク破壊の兆候を発見し、事件を未然に防いでいた。

## 映画
『フィッシュストーリー』は、2009年3月20日に公開された日本映画。監督：中村義洋。配給：ショウゲート。伊坂原作の映画『アヒルと鴨のコインロッカー』と同じ制作スタッフによって手がけられた。シンガーソングライターの斉藤和義が作中に登場するロックバンドの楽曲プロデュースおよびエンディングテーマを担当した。
オリジナル・サウンドトラックとして、劇中に登場するロックバンドを演じた出演者の演奏・歌唱によるCDアルバム「FISH STORY」が「逆鱗×斉藤和義」名義でリリースされた（後述）。

### あらすじ（映画）
※本作は細かい時系列シャッフルが用いられるが、説明の煩を避けるため時代設定別に降順で記述する。
2012年
地球は巨大隕石衝突の危機にさらされていた。隕石に宇宙船で近づき、内部に核ミサイルを撃ち込んで爆破する「アルマゲドン計画」が実行されようとしていた。
人けのなくなった商店街で、中古レコード店だけが営業を続けていた。店をおとずれた末期癌患者の谷口が絶望的な言葉を吐くのをよそに、店主は別の常連客に「日本の早すぎたパンクバンド」と評される「逆鱗」が1975年に録音したアルバム「FISH STORY」と、そのタイトル曲を紹介する。レコードは大変な稀少盤で、店主の個人的な思い入れも強いものであったが、人類滅亡が危惧される中、売り惜しむ必要はないと店主は判断したのだった。
空から爆発音が聞こえ、飛び出した店主たちは隕石が粉々に飛び散っていくのを目撃する。その後のテレビニュースでは、日本人女性宇宙飛行士の活躍が称えられる。その女性は宇宙飛行未経験の若き数学者で、高度な計算によって適切なミサイルの軌道を割り出し、成功率0に近い作戦を成功に導いたのだった。
2009年
進学校の理数科に通う女子高生の麻美は修学旅行中にフェリーを降りそびれて取り残される。フェリーに勤務するコックの男は、麻美をなぐさめるためにケーキを差し出し、自身の身の上話を始める。それは「自分は『正義の味方』になるべく父親に厳しく鍛えられた」という奇妙な内容だった。そこに銃で武装した新興宗教団体「ノアの箱舟」の面々が現れ、船の乗っ取りを宣言する。正義の味方は、得意の武術で制圧していく。
1999年
「ノアの箱舟」の教祖・谷口は世界の滅亡を予告し、信徒たちを集めたが、何も起こらなかった。怒った信徒の健太郎は谷口を殴り飛ばす。幹部のスズキとタナカが「本当の滅亡は2009年です」と宣言し、谷口を追放する。谷口は「違う。もし次に可能性があるとすれば2012年だ」と反論するが、聞く耳を持つ者はなかった。健太郎に誘われた友人の悟は黙ってその場を離れる。
1982年～「正義の味方ができるまで」
大学生の雅史は友人の悟と健太郎を自動車に乗せ、峠道のレストランで開かれるコンパに向かっていた。レコードマニアの悟は「逆鱗」の「FISH STORY」をダビングしたカセットテープを持ち込み、同曲にまつわる都市伝説を紹介する。「FISH STORY」は間奏部分が約1分間突然無音になる変わった演出の楽曲だが、「女の幽霊の叫び声が録音されてしまったために消されたといわれている。無音にしたはずの個所でたまに叫び声が聞こえることがある」と悟は告げ、気弱な雅史は震え上がる。
レストランで落ち合った女子大生・晴子は予知ができると自称し、「今日私と会う男は、いつか世界を救う男。世界を救う重要な役を担う男」と語ると、雅史を見つめ「あなたは今日、運命の女性と出会う」と告げるのだった。健太郎は嫌がる晴子を無理やりモーテルに連れ込むが、雅史はそれをとがめることができなかった。自身にいら立つ雅史は帰路、大音量で「FISH STORY」をかけるが、無音部分に差し掛かったところで女性の叫び声を聞く。叫び声は自動車の外からで、道端で若い女性が中年の男に襲われているところだった。雅史は勇気を振り絞り、男を追い払う。
雅史はその時救った女性と結婚し、男児をもうける。雅史は息子に勇気の大切さを説き、「正義の味方」とすべく厳しい武術の稽古を仕込み始める。「正義の味方」は幼くして複数の大人に勝つほどの腕前となる。
1973年～1975年
キャバレーで場違いなガレージロック調の演奏を続け、客から顰蹙を買っていたロックバンド「逆鱗」は、たまたま客としてやって来たレコード会社「レモン」のマネージャー・岡崎にスカウトされる。やがて売れないまま2年契約が満了を迎え、3枚目のアルバムのレコーディング後バンドは解散する運びとなった。
岡崎は新曲制作を手助けすべく、「逆鱗」のソングライター・繁樹に、自身の愛読書『フィッシュストーリー』を手渡す。『フィッシュストーリー』は岡崎の叔母が勤務していた出版社が手掛けた海外小説であったが、偽翻訳家によるでたらめな訳文のまま印刷されて全品回収されたため一般流通せず、叔母がこっそり保管していた1冊だけが現存していたのだった。
『フィッシュストーリー』の内容を気に入った繁樹は、書き出し「僕の孤独が魚だとしたら」を引用して歌詞を書き、新曲「FISH STORY」を完成させる。マスターテープの納品期限が迫り、バンドは一発録り・1テイクのみが許された。間奏中、ヴォーカリストの五郎が「岡崎さん、この曲、誰かに届くのかな」などとつぶやいたため、その部分だけ無音にする演出が決まる。
「逆鱗」行きつけの居酒屋に、岡崎が息子を連れてやって来る。「逆鱗」と岡崎は「FISH STORY」＝ほら話になぞらえ、「何十年後かに曲を聞いた男女が恋に落ち、その子供が世界を救うといいな」と笑い合う。岡崎の息子は成長後、中古レコード店を開業する。
1953年
ある出版社。「A Fish Story」の原文と出版権を手にしたものの、翻訳家がおらず困り果てていた出版社の社長は、ひとりの男を雇う。採用の決め手は履歴書の写真の日本人離れした顔立ちだったが、実は男は先祖代々の江戸っ子の血筋であり、英語の素養もなかった。たくさんの子供を抱え、生活費を稼ぐ必要があった男はそれを秘して原文を持ち帰り、辞書を片手に「My own solitary fish story（私のとっておきのほら話）」を「僕の孤独が魚だとしたら……」と訳しはじめる。

### キャスト（映画）
- 繁樹（1975年：「逆鱗」のリーダー兼ベース）：伊藤淳史
- 五郎（1975年：「逆鱗」のヴォーカル）：高良健吾
- 麻美（2009年：シージャックに巻き込まれた女子高生 / 2012年：宇宙飛行士）：多部未華子
- 雅史（1982年：気弱な大学生 / 199X年：「正義の味方」の父）：濱田岳
- 正義の味方（2009年：フェリーのコック）：森山未來
  - 正義の味方（199X年）：岩井進士郎（子役）
- 岡崎の息子（2012年：レコード屋店長） / 岡崎（1975年：レコード会社マネージャー）：大森南朋（二役）
  - 岡崎の息子（1975年）：原正幸（子役）
- 出版社の社長（1953年）：中村有志
- 岡崎の叔母（1953年：出版社社員）：浅野麻衣子
- ハーフじゃなかった男（1953年：偽翻訳家）：岡田眞善
- 鉄矢（1975年：「逆鱗」のドラム）：渋川清彦
- 亮二（1975年：「逆鱗」のギター）：大川内利充（DRIVE FAR）
- 波子（1975年：繁樹の彼女）：江口のりこ
- キャバレーのマネージャー（1975年）：山下敦弘
- 谷（1975年：レコードプロデューサー）：眞島秀和
- 健太郎（1982年：雅史の友人 / 1999年：新興宗教信徒）：山中崇
- 悟（1982年：雅史の友人 / 1999年：新興宗教信徒）：波岡一喜
- 晴子（1982年：予知をする女子大生）：高橋真唯
- 由紀（1982年：晴子の友人）：加藤侑紀
- 綾（1982年：晴子の友人）：井上佳子
- 強姦魔（1982年）：滝藤賢一
- 運命の女性（1982年：のちの雅史の妻）：大谷英子
- 谷口（1999年：新興宗教教祖 / 2012年：レコード屋の客）：石丸謙二郎
- スズキ（1999年：新興宗教幹部 / 2009年：シージャック犯）：芦川誠
- タナカ（1999年：新興宗教幹部 / 2009年：シージャック犯）：野仲イサオ
- 老夫婦（2009年：フェリー乗客）：上田耕一、草村礼子
- 好青年（2009年：フェリー乗客）：田村圭生
- 麻美の友人（2009年）：大道彩香
- レコード屋の客（2012年）：恩田括
- アナウンサー（2012年）：金井淳郎

### スタッフ（映画）
- 監督：中村義洋
- 原作：伊坂幸太郎
- プロデューサー：遠藤日登思、宇田川寧
- 脚本：林民夫
- 撮影：小松高志（JSC）
- 照明：松岡泰彦
- 録音：高野泰雄
- 美術：仲前智治
- 装飾：天野竜哉
- VE：鏡原圭吾
- 編集：大畑英亮
- VFXスーパーバイザー：大萩真司（パイプライン）
- 音響効果：西村洋一（東洋音響）
- 助監督：平林克理
- VFXプロデューサー：篠田学（パイプライン）
- 監督助手：岩渕崇、名倉良祐、石畠聖子
- 特殊造形：原口智生、森田誠
- 楽器・スタジオ機材監修：近藤祥昭
- 楽器演奏指導：田中拓人、重松啓
- 歌唱指導：富永TOMMY弘明（BLUFF）
- アクションコーディネーター：吉田浩之（ユーデンフレームワークス）
- ガンエフェクト：大宮敏明、早川光（パイロテック）
- カースタント：海藤幸廣、大谷奈津江（アクティブ21）
- 音楽エディター：佐藤啓
- 音楽：菊池幸夫
- 音楽プロデューサー：佐々木次彦
- テーマ曲：逆鱗「FISH STORY」
  - プロデュース：斉藤和義 作詞：斉藤和義・伊坂幸太郎 作曲・編曲：斉藤和義
- エンディング曲：斉藤和義「Summer Days」（SPEEDSTAR RECORDS）
  - 作詞・作曲・編曲：斉藤和義
- オリジナルサウンドトラック：SPEEDSTAR RECORDS
- 映像提供：『秘密戦隊ゴレンジャー』（石森プロ・東映）
- 宣伝：ショウゲート、ミラクルヴォイス、アミューズソフトエンタテインメント
- ロケーション協力：駿河湾フェリー、GOK SOUND
- 製作：松崎澄夫、安永義郎、橋荘一郎、キム・ジュソン、久松猛朗、山崎浩一、春名慶、喜多埜裕明
- 「フィッシュストーリー」製作委員会：アミューズソフトエンタテインメント、博報堂DYメディアパートナーズ、テレビ東京、CJエンタテインメント、衛星劇場、パルコ、ショウゲート、スモーク、Yahoo! JAPAN
- 配給：ショウゲート
- 制作プロダクション：ダブ

### サウンドトラック（映画）
- 逆鱗×斉藤和義「フィッシュストーリー」（ビクター VICL-63211）

## 舞台
舞台版は、劇団東京ハートブレイカーズにより2011年と2012年の2回上演されている。
2011年6月30日から同年7月3日にかけて吉祥寺スターパインズカフェにて初演され、2012年6月19日から24日にかけて「フィッシュストーリー Region-T」として再演。

### キャスト（初演）
- 西川浩幸
- 岡田達也
- 萩野崇
- 平野勲人
- 中村哲人
- 久保貫太郎
- 岡村まきすけ
- 尾崎ナナ
- 林剛央
- 小西耕一
- 石川よしひろ
- ジャック・伝ヨール
- 首藤健祐

### スタッフ（初演）
- 原作：伊坂幸太郎「フィッシュストーリー」（新潮社刊『フィッシュストーリー』所収）
- 脚本・演出：瀬戸山美咲

### サウンドトラック（初演）
東京ハートブレイカーズ「FISH STORY」

### キャスト（再演）
- 西川浩幸
- みのすけ
- 林修司
- 永島敬三
- 久保貫太郎
- 中原裕之
- 島津健太郎
- 細野今日子
- 平野勲人
- 石川よしひろ
- 哲人
- 岡田達也
- 池田聡
- 首藤健祐

### スタッフ（再演）
- 脚本：瀬戸山美咲
- 演出：登米裕一

### サウンドトラック（再演）
東京ハートブレイカーズ「AFTER THE FLOOD」